# Danno ambientale
Per danno ambientale, si intende qualsiasi deterioramento significativo e misurabile, diretto o indiretto, di una risorsa naturale o dell'utilità assicurata da quest'ultima.

## D. Lgs 152/06- Norme in materia ambientale[2]
- Secondo il D.Lgs 152/06 art.300 c.1: "Qualsiasi deterioramento significativo e misurabile, diretto o indiretto, di una risorsa naturale o dell'utilità assicurata da quest'ultima."

- Secondo il D.Lgs 152/06 art.300 c.2, lett. a: "Ai sensi della direttiva 2004/35/CE costituisce danno ambientale il deterioramento, in confronto alle condizioni originarie, provocato: a) alle specie e agli habitat naturali protetti dalla normativa nazionale e comunitaria di cui alla legge 11 febbraio 1992, n. 157, recante norme per la protezione della fauna selvatica, che recepisce le direttive 79/409/CEE del Consiglio del 2 aprile 1979; 85/411/CEE della Commissione del 25 luglio 1985 e 91/244/CEE della Commissione del 6 marzo 1991 ed attua le convenzioni di Parigi del 18 ottobre 1950 e di Berna del 19 settembre 1979, e di cui al D.P.R. 8 settembre 1997, n. 357, recante regolamento recante attuazione della direttiva 92/43/CEE relativa alla conservazione degli habitat naturali e seminaturali, nonché della flora e della fauna selvatiche, nonché alle aree naturali protette di cui alla legge 6 dicembre 1991, n. 394, e successive norme di attuazione."

- Secondo il D.Lgs 152/06 art.300 c.2, lett. b: "Ai sensi della direttiva 2004/35/CE costituisce danno ambientale il deterioramento, in confronto alle condizioni originarie, provocato: alle acque interne, mediante azioni che incidano in modo significativamente negativo sullo stato ecologico, chimico e/o quantitativo oppure sul potenziale ecologico delle acque interessate, quali definiti nella direttiva 2000/60/CE ad eccezione degli effetti negativi cui si applica l'articolo 4, paragrafo 7, di tale direttiva."

- Secondo il D.Lgs 152/06 art.300 c.2, lett. c: "Ai sensi della direttiva 2004/35/CE costituisce danno ambientale il deterioramento, in confronto alle condizioni originarie, provocato: alle acque costiere ed a quelle ricomprese nel mare territoriale mediante le azioni suddette, anche se svolte in acque internazionali."

- Secondo il D.Lgs 152/06 art.300 c.2, lett. d:"Ai sensi della direttiva 2004/35/CE costituisce danno ambientale il deterioramento, in confronto alle condizioni originarie, provocato: al terreno, mediante qualsiasi contaminazione che crei un rischio significativo di effetti nocivi, anche indiretti, sulla salute umana a seguito dell'introduzione nel suolo, sul suolo o nel sottosuolo di sostanze, preparati, organismi o microrganismi nocivi per l'ambiente."

## Strategia Nazionale per la Biodiversità 2010
Il danno ambientale è previsto e disciplinato dall'art.18 della legge n. 349 dell'8 luglio 1986 e s.m.i., nel quale il legislatore sancisce che "qualunque fatto doloso o colposo in violazione di disposizioni di legge o di provvedimenti adottati in base a legge che comprometta l'ambiente, ad esso arrecando danno, alterandolo, deteriorandolo o distruggendolo in tutto o in parte, obbliga l'autore del fatto al risarcimento nei confronti dello Stato".